# Испосница Светог Николе
Испосница Светог Николе се налази у клисури Призренске Бистрице и једна је од многих испосница на путу од Призрена ка Средској. Представља непокретно културно добро као споменик културе.
Испосница је највероватније настала и осликана средином 14. века, у време из којег потиче и млађи слој фресака у испосници Светог Петра Коришког. Као и код већине светилишта те врсте, природно удубљење у стени је делимичним клесањем или зазиђивањем претворено у цркву. Од архитектонских елемената, запажају се нише проскомидије и ђаконикона, засведени портал и степенице којима се прилазило испосници. Јако оштећен живопис указује на постојање три зоне: стојећих фигура, попрсја и композиција.

## Основ за упис у регистар
Решење Покрајинског завода за заштиту споменика културе у Приштини, бр. 772 од 28. 10. 1966. Закон о заштити споменика културе (Сл. гласник СРС бр. 3/66).